# Micreumenes snellingi
Micreumenes snellingi är en stekelart som beskrevs av Gusenleitner 2002. Micreumenes snellingi ingår i släktet Micreumenes och familjen Eumenidae. Inga underarter finns listade i Catalogue of Life.